# Священный синод Русской православной церкви

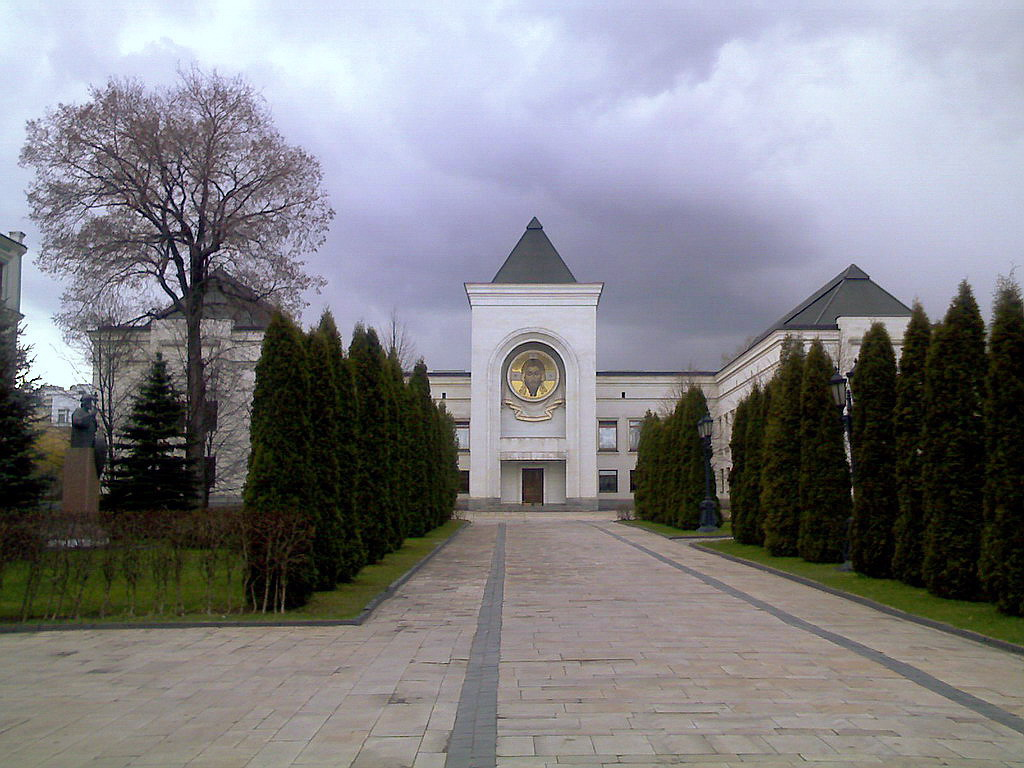
Здание Патриаршей и Синодальной резиденции в Свято-Даниловом монастыре

Свяще́нный сино́д Ру́сской правосла́вной це́ркви — орган управления Русской православной церкви в период между Архиерейскими соборами. Был создан после Октябрьской революции взамен распущенного Святейшего правительствующего синода и отличен от него.

## История

### Святейший правительствующий синод
Святейший правительствующий синод со времени учреждения в 1721 году располагался в Санкт-Петербурге: первоначально на Городском острове, затем в здании Двенадцати коллегий. С 1835 года размещался в здании на Сенатской площади. В Москве имелась Синодальная контора, и при особых обстоятельствах (например, на время коронации монарха) синодальные заседания могли быть перенесены в Москву.
В августе 1917 года перед открытием Поместного собора Святейший синод переехал в Москву и остался там на постоянное пребывание.

### Образование Священного синода, окончание полномочий Святейшего правительствующего синода
7 декабря 1917 года Поместным собором ПРЦ было принято определение «О Священном Синоде и Высшем Церковном Совете». Согласно тому определению, «Священный Синод состоит из Председателя-Патриарха и двенадцати членов: Киевского митрополита как постоянного члена Синода, шести иерархов, избираемых Поместным Всероссийским Собором на три года, и пяти иерархов, вызываемых по очереди на один год». Епархиальный архиерей мог быть вызван в Синод не ранее, чем через два года после начала управления епархией. Епархии были разделены на пять групп по географическому принципу, внутри групп епархии располагались в алфавитном порядке (в каком и вызывали архиереев), срок полномочий временных членов Синода был с 1 января по 31 декабря календарного года. В тот же день тайным голосованием были избраны члены Священного синода.
8 декабря 1917 года Поместный собор принял определения «О правах и обязанностях святейшего патриарха Московского и всея России» и «О круге дел, подлежащих ведению органов высшего церковного управления». В результате полномочия прежнего высшего органа церковного управления (Святейшего правительствующего синода) распределялись между новыми инстанциями — патриархом, Священным синодом и Высшим церковным советом.
31 января 1918 года Поместный собор постановил, что «Священный синод и Высший церковный совет приступают к исполнению своих обязанностей с 1-го февраля 1918 г.».
1 (14) февраля 1918 года было издано определение Святейшего синода, в котором значилось: «…Приказали: В виду состоявшегося постановления Священного Собора [от 31 января 1918 г.], Святейший Синод определяет: считать свои полномочия оконченными и все дела Святейшего Синода почитает переданными Святейшему Патриарху, Священному синоду и Высшему Церковному Совету».
3 (16) февраля 1918 года на утреннем пленарном заседании Поместного собора были приняты «Предначертания о вступлении Священного Синода и Высшего Церковного Совета в их служение». В том документе констатировалось: «1. Священный Синод и Высший Церковный Совет вступают в исполнение своего служения с 1 февраля 1918 года и принимают от Святейшего Синода все дела церковного управления. […] 3. Канцелярия Святейшего Синода и прочие состоящие при нём учреждения, переходят в полном своём составе в ведение новых органов высшего Церковного Управления». Первое соединённое присутствие двух новых органов церковного управления под председательством патриарха состоялось тогда же: в 12 часов дня. На нём патриарх Московский и всея России Тихон (Беллавин) сказал приветственную речь. В ней, в частности, было обращено внимание присутствовавших на совпадение дат: 14 февраля 1721 года Святейший правительствующий синод начал свою работу, и в этот же день (14 февраля, хотя уже по новому стилю) 1918 года он её прекратил.
В названных определениях Поместного собора и Святейшего правительствующего синода, а также в указанной речи патриарха нашло отражение, что «созданные в ноябре-декабре 1917 г. новые инстанции управления ПРЦ ведут своё начало от Поместного собора, а вовсе не от „императорского“ Святейшего правительствующего синода».
Священный синод «был образован не в результате какого-либо „трансформирования“ Святейшего правительствующего синода, не на „базе“ его, а как совершенно новая церковная инстанция».
С 1918 года Священный синод работал на Троицком подворье на Самотёке — резиденции патриарха Тихона.

### Священный синод в 1920—1980-е годы
1 июня 1921 году прежний состав Синода в связи с истечением 3-летнего межсоборного срока утратил свои полномочия. Был определён новый состав в количестве пяти человек по избранию патриарха. При этом полномочия членов Синода исходили уже не от Поместного собора, а лично от патриарха Тихона.
После ареста патриарха в 1922 году Русская православная церковь на пять лет оказалась на «нелегальном положении». Её частичной «легализации» удалось достичь заместителю Патриаршего местоблюстителя митрополиту Нижегородскому Сергию, который организовал «при себе, с разрешения власти» Временный патриарший Священный синод. В мае 1935 года он был официально распущен («самоликвидировался»). При этом митрополит Сергий, сохранивший личную «легализацию» и право иметь канцелярию, переименовал управляющего делами Временного патриаршего Священного синода в «управляющего делами Московской патриархии».
Постоянный Священный синод был сформирован на Архиерейском соборе 1943 года и стал заседать в здании в Чистом переулке, дом 5, «дарованном» Иосифом Сталиным Московской патриархии, или в Патриарших покоях Троице-Сергиевой лавры, после их передачи патриархии в конце 1940-х годов. В состав Синода вошли: патриарх Сергий, три постоянных члена (архиереи по избранию Собора) и три временных члена (вызываемых на полугодовую сессию). Епархии были разбиты на три группы по географическому принципу, вызов временных членов осуществлялся в порядке старшинства хиротонии.
Согласно «Положению об управлении Русской Православной Церковью», принятому на Поместном соборе 1945 года, Священный синод состоит из патриарха-председателя, трёх постоянных членов — митрополитов Киевского, Ленинградского и Крутицкого, и трёх временных, вызываемых «для присутствия на одной сессии, согласно списку архиереев, по старшинству хиротонии, по одному из каждой группы, на которые разделяются все епархии». В отличие от «Определения» Поместного собора 1917—1918 годов, в котором подробно регламентирована компетенция Синода, в «Положении» ничего не говорится о круге подведомственных ему дел. Однако статьёй 1-й предусматривается, что управление Русской церковью осуществляется патриархом совместно со Священным синодом, согласно 34-му апостольскому правилу и 9-му правилу Антиохийского собора.
16 марта 1961 года Священный синод расширил число своих постоянных членов до пяти архиереев, дополнительно включены управляющий делами Московской патриархии и председатель отдела внешних сношений. Данное решение было утверждено на ближайшем Соборе 1961 года.
10 апреля 1970 года было проведено не предусмотренное действовавшем тогда «Положением об управлении Русской православной церкви» «расширенное заседание» Синода, на котором была дарована автокефалия Православной церкви в Америке. В брежневский период, видимо, Синод очень зависел от Совета по делам религий при Совете министров СССР. Заместитель председателя Совета Фурсов, отчитываясь перед ЦК КПСС за период 1974 — начало 1975 годов, утверждал: «Синод находится под контролем Совета. Вопрос подбора и расстановки его… членов был и остаётся всецело в руках Совета… Ответственные сотрудники Совета проводят систематическую воспитательно-разъяснительную работу с членами Синода, устанавливают с ними доверительные контакты».
С принятием в 1988 году нового устава об управлении Русской православной церкви число временных членов Синода увеличилось до пяти, вызов в Синод обусловлен не менее чем двухлетним пребыванием архиерея на кафедре. В этом же уставе определялось, что президиум Архиерейского собора составляет Священный синод, а секретарь Собора избирается из числа членов Синода.

### Священный синод с 1990 года
На Архиерейском соборе 30—31 января 1990 года число членов Синода увеличилось: стало шесть постоянных членов (добавился экзарх Беларуси) и шесть временных.
6—7 мая 1992 года состоялось второе в истории Синода расширенное заседание, на котором Синод имел суждение о «новой ситуации в Украинской православной церкви» (то есть о расколе, устроенном её бывшим предстоятелем Филаретом (Денисенко)).
18 июля 1999 года также прошло расширенное заседание Синода, на котором было решено провести юбилейный Архиерейский собор в 2000 году.
С принятием устава Русской православной церкви в 2000 году число постоянных членов увеличено до семи (включён предстоятель Молдавской православной церкви), число временных членов сокращено до пяти.
30 июля 2003 года состоялось выездное заседание Священного синода в городе Сарове Нижегородской области в связи со столетним юбилеем канонизации Серафима Саровского
С 2009 года Священный синод по инициативе патриарха Кирилла стал периодически проводить «выездные заседания» там, где укажет патриарх. Так, по словам Кирилла, «в течение 2009 года состоялось шесть заседаний Синода <…> Три заседания мы провели в Даниловской обители; два — в Санкт-Петербурге, в историческом здании Святейшего Синода; одно — первое историческое заседание в „матери городов русских“ — в Киеве, в Киево-Печерской лавре; и завершаем синодальный год заседанием в Чистом переулке, в городской исторической резиденции Патриархов Московских». С того же года появилась традиция приглашать в число временных членов Синода епископа из Украинской православной церкви. C 2012 года заседания Синода иногда проводятся в Патриаршем и Синодальном духовно-административном и культурном центре на юге России (в Геленджике), в 2018 году по одному заседанию проведены в Екатеринбурге и Минске, в 2019 году — на Валааме. С 2020 года в связи с тяжёлой эпидемиологической обстановкой некоторые заседания проводятся в дистанционном и смешанном (очно-заочном) формате.
5 октября 2011 года решением Священного синода (с последующим утверждением Архиерейским собором; состоялся в феврале 2013 года) в число постоянных членов Священного синода включены митрополит Среднеазиатский и митрополит Астанайский и Казахстанский.
27 декабря 2011 года состоялось торжественное освящение Синодальной резиденции Патриарха Московского и Всея Руси в Свято-Даниловом монастыре после её капитальной реконструкции, где и прошло последнее в 2011 году заседание Священного синода Русской православной церкви. Патриарх по этому случаю сказал: «Это здание и будет основной Синодальной резиденцией, как это и мыслилось её создателями в далеком 1988 году, с чем я всех нас поздравляю».
Как правило, заседания Синода являются закрытыми. Рассматриваемые вопросы решаются общим голосованием, большинством голосов. При равенстве голосов решающее значение имеет голос председателя. Воздержание от голосования не допускается.

## Состав Синода
Согласно Уставу РПЦ, состав Священного синода РПЦ следующий:
Председатель:
- Патриарх Московский и всея Руси Кирилл

Постоянные члены:
по кафедре
1. митрополит Киевский и всея Украины (с 2014 года — Онуфрий (Березовский)). На соборе 27 мая 2022 года было принято решение об изъятии из устава Украинской православной церкви пункта о том, что её предстоятель состоит постоянным членом Синода РПЦ; митрополит Нежинский Климент заявил, что в состав Синода Русской церкви предстоятель УПЦ больше не входит[37].
2. митрополит Минский и Заславский, Патриарший экзарх всея Беларуси (с 2020 года — Вениамин (Тупеко));
3. митрополит Санкт-Петербургский и Ладожский (с 2009 года — Варсонофий (Судаков));
4. митрополит Крутицкий и Коломенский (с 2021 года — Павел (Пономарев));
5. митрополит Кишинёвский и всея Молдовы (с 2000 года — Владимир (Кантарян));
6. митрополит Астанайский и Казахстанский (с 2011 года — Александр (Могилёв));
7. митрополит Ташкентский и Узбекистанский (с 2011 года — Викентий (Морарь));

по должности
1. председатель Отдела внешних церковных связей (с 2022 года — Антоний (Севрюк), митрополит Волоколамский, викарий патриарха Московского и всея Руси);
2. управляющий делами Московской патриархии (с 2023 года — Григорий (Петров), митрополит Воскресенский, первый викарий патриарха Московского и всея Руси и секретарь Синода).

Временные члены:
Участники осенне-зимней сессии 2025—2026 годов (сентябрь — февраль ):
1. митрополит Воронежский и Лискинский Леонтий (Козлов);
2. епископ Биробиджанский и Кульдурский Лука (Волчков);
3. епископ Альметьевский и Бугульминский Мефодий (Зайцев);
4. епископ Скадовский и Алешкинский Филарет (Гаврин);
5. епископ Енисейский и Лесосибирский Игнатий (Голинченко).

В 2024 году в состав постоянных членов Священного синода был введён председатель Финансово-хозяйственного управления Московского патриархата, это решение должно быть утверждено на Архиерейском соборе.
Временные члены вызываются для присутствия на одной сессии, по старшинству архиерейской хиротонии, по одному из каждой группы, на которые разделяются епархии.

## Учреждения и комиссии
Священному синоду подотчётны следующие синодальные учреждения:
- управление делами, действующее в составе Московской патриархии на правах синодального учреждения;
- отдел внешних церковных связей;
- издательский совет;
- учебный комитет;
- финансово-хозяйственное управление;
- отдел религиозного образования и катехизации;
- отдел по церковной благотворительности и социальному служению;
- миссионерский отдел;
- отдел по взаимодействию с Вооружёнными силами и правоохранительными органами;
- отдел по делам молодёжи;
- Синодальный отдел по взаимоотношениям Церкви с обществом и средствами массовой информации;
- Синодальный отдел по тюремному служению;
- комитет по взаимодействию с казачеством;
- отдел по монастырям и монашеству;
- Патриарший совет по культуре.

При Синоде существуют также синодальные комиссии:
- синодальная библейско-богословская комиссия;
- синодальная комиссия по канонизации святых;
- синодальная богослужебная комиссия;
- синодальная комиссия по биоэтике.

В ведении Синода находится синодальная библиотека имени Святейшего Патриарха Алексия II.